# Futebol no Azerbaijão
O futebol no Azerbaijão começou a ser escrito a partir da obtenção da independência do Azerbaijão, no ano de 1991, quando a associação nacional passou a integrar a FIFA e da UEFA em 1994, podendo participar do futebol em todas as suas categorias. O Neftçi Baku PFC foi um dos grandes times do campeonato soviético, chegando a participar de competições do futebol europeu. A seleção soviética nacional também contou com futebolistas azeris, como Anatoliy Banishevskiy, na Copa do Mundo FIFA de 1966.

## Principais Clubes de futebol no Azerbaijão
- Bakı Futbol Klubu
- Gabala FC
- Neftçi Baku PFC
- FK Qarabağ
- Qarabağ Futbol Klubu